# Thomas Tredgold
Thomas Tredgold (22 de agosto de 1788 — 28 de janeiro de 1829) foi um engenheiro inglês.

## Publicações selecionadas
- Elementary Principles of Carpentry; 1820
- A Practical Essay on the Strength of Cast Iron and other Metals; 1822
- Principles of Warming and Ventilating Public Buildings; 1824
- A Practical Treatise on Railroads and Carriages; 1825
- Remarks on Steam Navigation and its Protection, Regulation, and Encouragement; 1825
- The Steam Engine; 1827